# 京急300形電車
京急300形電車（けいきゅう300がたでんしゃ）は京浜急行電鉄に過去に在籍した電車。
本項では本形式に続いて製造された京急400形電車 (初代) 、京急420形電車についてもあわせて記載する。

## 概要
戦中から終戦直後にかけて製造された、18m級車体、正面3枚窓、片側3扉、扉間窓4個の車両群である。各形式で若干寸法が異なっていた。
特記のない限り、以下の文中では各種文献に倣い、京急本線上で南側を「浦賀寄り」または「浦賀方」、北側を「品川寄り」または「品川方」、東側を「海側」、西側を「山側」と呼ぶ。編成番号は浦賀方先頭車の車両番号で代表する。「1000形」は1959年（昭和34年）登場の1000形 (初代) を差すものとする。

## 京急300形電車

京急300形電車

1942年（昭和17年）に東急デハ5300形として20両が新製された、車体長17.5m車幅2.7m級の半鋼製車。この車体寸法が、その後の京急ばかりか、都営浅草線や京成グループの標準寸法の元となった。当初は京浜電鉄側で電動車26両と制御車15両、湘南電鉄側で電動車14両と制御車10両の発注が計画されていた。発注時は京浜デ201形8両・湘南デ251形7両だったが、完成時には両社は大東急に併合されており、この形式は幻に終わった。先に車体が完成したが日立製作所製の電気部品が調達できず、しばらく生麦の車庫で待機し、電気部品が手に入ったところで1943年（昭和18年）から営業運転を開始した。1945年（昭和20年）5月29日の空襲でデハ5303とデハ5307が焼失したが後に制御車・クハ5300形として復帰している。京浜急行電鉄成立後はデハ300形・クハ300形を名乗った。クハ300形はその後電装した上でデハ300形に編入されている。京急で唯一、18m級の両運転台車両でもあった。後述の更新前に前照灯のシールドビーム化、尾灯の角形化が施された。1965年から1966年（昭和41年）にかけて片運転台化、貫通路の設置をした上でデハ400形に統合され、デハ401 - 420となった。1000形に準じた室内更新、アルミサッシ化、一部の4両固定化に伴う中間車化改造とパンタグラフ撤去、列車無線アンテナ新設とパンタの連結面移設、方向幕設置など、度重なる改造が実施されたが、1979年（昭和54年）、3連化のうえ230形に代わり投入されていた空港線を最後に旅客運用から外れ、6両は小改造のうえデワ40形貨車となった。
なお、本形式の相方としてクハ5350形となる予定であった5両は、永福町車庫の空襲被災で深刻な車両不足となった井ノ頭線（現・京王井の頭線）に投入され、デハ1710形となった。最終的には京王線に転属し、軌間は異なるがデハ1700形とともに長軸台車が活かされることとなった。

## 京急400形電車 (初代)
1947年（昭和22年）、岡山県の三井玉野造船所で、木造車両の改造扱いとして10両が製作された。大東急分離以前であったため東急デハ5400形として竣工した。このデハ5400形は当時の東京急行電鉄品川支局初の片運転台、1500V単電圧車両であった（当時は600/1500Vの複電圧車と600Vの単電圧車のみだった）。京浜急行電鉄成立後はデハ400形（初代）を名乗る。車体寸法は前記の5300形と同じだったが、いかにも造船会社の製作らしくリベットが目立ち、ヘッドライトの支持方法にも特徴のある一種独特の車体外観であった。
1965年の改番でデハ480形481 - 490となったが、戦後間もない時代の粗悪な部材に加え、それまで鉄道車輌製造の経験がないメーカーによるものであったためか早期に状態不良となったものが多く、他車に先駆けて1965年から1966年にかけて1000形に準じた前後対称の車体に載せ変え、サハ480形となった。番号対比は下記のとおり。
サハ480形に改造後はデハ460グループの中間車として使用されたが、1980年（昭和55年）、奇数号の車両が加速性能向上のため抜き取られた後、廃車され、残った偶数号の車両も相手のデハとともに1986年（昭和61年）までに廃車された。末期には先に廃車となったデハ470グループから台車を転用し、旧デハ400形時代の面影は完全に失われていた。
なお、余剰となった三井造船製車体は10両分全てスクラップ扱いで西武建設が購入、うち6両分を同社所沢車両工場で再生のうえ、新車扱いで弘前電気鉄道（現・弘南鉄道大鰐線）、総武流山電鉄、伊予鉄道に売却した。また、近江鉄道は西武建設より4両分の未再生車体を譲受、自社彦根工場で再生し、在来車の改造名義ない新車扱いで使用した。詳細は後述する。
Mc401 - Mc410　→　Mc481 - Mc490 →　T481 - T490

## 京急420形電車

デハ436。1956年の製造直後と思われる

京浜急行電鉄成立後に初めて製造された、運輸省規格型車体を持つもので、当初はデハ420形を名乗った。1949年（昭和24年）に421-430、10輌製造。このグループは京浜急行電鉄で唯一、日本車輌製である。翌1950年（昭和25年）に製造された431-435、5両製造。奇数号が川崎車輌、偶数号が東急横浜製作所製である。運輸省規格に合わせたため車体長はやや短く、このグループのみ17.0mだった。片運転台にもかかわらず当初15両と半端な両数が製造され、1956年（昭和31年）にデハ436が追加されたが、車体形状は他の15両とほとんど相違なく、新製当時の塗色も黄と赤のツートンであった。一部の車両が1957年（昭和32年）に制御車化されたが、1966年（昭和41年）に電動車に復元されている。後年貫通路が設置されている。1965年（昭和40年）に形式がデハ400形に変更されたが、その後も便宜的に420形と呼ばれた。規格型新製当時の粗悪鋼材によるものか更新修繕はデハ401 - 420よりも徹底され、原形を残しながらも外板は全面張替えとなり、ノーシル・ノーヘッダ、全金属車体化されたが、中間車化などは行われなかった。末期は主に京浜川崎-逗子海岸間の急行に充当されたが、1979年（昭和54年）から廃車が発生し、1981年（昭和56年）に全廃された。

## 編成表

### 更新・改番当初の編成
【400形】 
Mc　.M　 .M　 Mc
401-402-403-404
405-406-407-408
Mc .Mc
409-410
411-412
413-414
415-416
417-418
419-420
【420形】
全編成番号どおりの編成のため省略。

### 各グループ晩年の編成
【400形】 
Mc　.M　 Mc
401-402-404
405-406-408
409-403-410
411-407-412
Mc .Mc
413-414
415-416
417-418
419-420
3両編成の中間電動車は主回路を開放。
【420形】
全編成番号どおりの編成のため省略。

## 改造車・譲渡車

### 譲渡車
デハ400形 (初代) の三井玉野製旧車体が西武所沢工場経由で地方私鉄に譲渡された。全ての譲渡先で旧形国電用などの1067mm台車に換装されている。京急残存車よりも長く使用されたものも少なくないが、いずれの譲渡先でも全車が廃車となり既に解体されている。
- 弘前電気鉄道モハ108
両運転台化、前面貫通化された。右側運転台が特徴。弘南鉄道に合併された後も大鰐線で継続使用。東急7000系譲受車の7000系入線に伴い1989年（平成元年）廃車。
- 流山電鉄モハ1101
外板の全張替えによるノーシル・ノーヘッダ化、前面、側戸袋窓のHゴム支持化など、徹底的な更新が行われ、さらに両運転台化された。京急400系列最後の残存車であったが1994年（平成6年）廃車。末期には密着連結器と元京王井の頭線デハ1900形用のKBD107台車を装備し、構内入換車となっていた。
- 近江鉄道モハ135形・クハ1210形
前述の通り西武所沢工場ではなく自社彦根工場にて改造が行われた。台車を旧形国電用DT10に換装し、車体を2扉・全長15mに短縮し、ベンチレータはおわん型に変更された。モハ136は貫通路を塞ぎ、乗務員室用扉をつけて両運転台化した。1983年（昭和58年）までに車籍名義を他車に譲り解体された。
- 伊予鉄道モハ120形・クハ420形
総武流山同様、外板の全張替えが行われ、デハ420グループ末期を彷彿とさせる外観となった。こちらは前面窓がアルミサッシとなっている。京王初代5000系譲受車の700系入線に伴い1989年（平成元年）廃車。

### 改造車
デハ400グループ6両が1979年（昭和54年）、事業用貨車デワ40形に改造された。改造されたのは、401・404・409〜412の6両であり、それぞれデワ41〜46に改番された。外見上の改造は貫通路がふさがれ、作業照明が取り付けられ、ナンバーが変更され、内装面ではドアエンジンと吊革、網棚が撤去された程度である。主にデワ40形2両の間にホッパー車のホ50形、レール運搬車のチ60形を挟んで使用され、旧客室は作業員輸送・休憩用として使用されたが、1986年（昭和61年）にホ50形とともにデワ45・46が廃車され、以後デト11・12形、デチ15・16形に置き換えられ、連結使用されたチ60形（レール運搬貨車）共々1988年（昭和63年）にデワ41・42が、1989年にはデワ43・44が廃車され、形式消滅した。